# Жербо (торт)
 Жербо  (венг. zserbó или  zserbó szelet) — сладкий пирог или торт, придуманный в Венгрии и названный в честь швейцарского кондитера конца XIX века Эмиля Жербо, владевшего знаменитым будапештским Кафе Жербо.
Популярная сладость, известная во всём мире. Готовится из дрожжевого песочного теста, имеет слои абрикосового джема и молотых грецких орехов, а сверху покрыта шоколадной глазурью. Это любимый в Венгрии праздничный, Пасхальный и Рождественский десерт. 

## История
Эмиль Жербо приехал в Венгрию по приглашению Хенрика Куглера, изначально вступил в долю и стал управлять кондитерской Kugler в Будапеште, а затем полностью выкупил её и поменял название.
Существует мнение, что именно Эмиль Жербо является автором торта , и можно датировать его возникновение концом XIX века. Согласно другим сведениям, появление десерта можно датировать более поздним периодом, примерно во время Первой мировой войны. При всём этом, название торта не упоминается в прейскурантах кондитерской «Жербо», а первые кулинарные книги, в которых упоминается торт, появились лишь в 1950-х годах. Это значит, что десерт больше связан с кондитерской Жербо, чем с самим Эмилем Жербо.
По другой версии, пирог или торт Жербо стал широко известен только после национализации 1948 года. В это время кондитерская фабрика стала государственной, и торт стал пользоваться большой популярностью. Наконец, еще одна теория гласит, что Жербо был создан по случаю Всемирной выставки в Брюсселе в 1958 году как один из особых десертов венгерского гастрономического посольства. 

## Приготовление
Тесто готовится из муки, масла, сахара, яиц и дрожжей, иногда — также с разрыхлителем. Тесто разрезают на равные части, раскатывают и укладывают листы, между которыми кладут абрикосовый джем и засахаренные грецкие орехи. После этого выпекают. Поверхность готового торта покрывают растопленным шоколадом, а затем разрезают на прямоугольные кусочки.
Помимо классического известен также медовый Жербо, в котором вместо дрожжей используется разрыхлитель и мед, а листы наполняются ванильным кремом.